# برایان کوئین (فوتبال)
برایان کوئین (انگلیسی: Brian Quinn؛ زادهٔ ۲۶ مهٔ ۱۹۶۰) یک بازیکن فوتبال اهل ایالات متحده آمریکا است.
وی همچنین در تیم ملی فوتبال ایالات متحده آمریکا بازی کرده است.